# Institut d'études politiques de Lyon
L'Institut d'études politiques de Lyon (IEP de Lyon), couramment appelé Sciences Po Lyon, est une grande école française créée en 1948, spécialisée dans l'enseignement des sciences sociales et politiques et des relations internationales. Il est situé à Lyon, mais dispose également d'un campus à Saint-Étienne. L'établissement est associé à l'université de Lyon dans le cadre d'un regroupement universitaire. Il est l'un des onze instituts d'études politiques de France.

## Histoire

### Fondation
L'établissement est créé par décret, le 4 mai 1948 sous le nom d’Institut d'études politiques de l’université de Lyon. Il prend son nom actuel en application du décret du 18 janvier 1969. L’Institut a été établi sur le modèle de l’ancienne École libre des sciences politiques, communément appelée Sciences Po. Il en va de même des autres IEP d'Aix-en-Provence, Bordeaux, Grenoble, Lille, Paris, Rennes, Saint-Germain-en-Laye, Strasbourg et Toulouse.

### Dates clés
- 1982 : introduction du concours d'entrée en 1re année.
- 1985 : mise en place du concours d’entrée directe en 2e année, 50 places sont proposées.
- 1999 : Sciences Po Lyon déménage de la rue Raulin et s'installe dans les locaux rénovés du centre Berthelot.
- 2004 : mise en place de la réforme Licence-Master-Doctorat. Le cursus s'effectue désormais en 5 ans et vaut grade de master.
- 2004-2007 : l'Institut est associé à Sciences Po Aix et Sciences Po Grenoble pour organiser un concours d'entrée commun en 1re année.
- 2007 : le premier concours d’entrée en 4e année est organisé ; 40 places sont proposées. Sciences Po Lyon participe à la création du PRES Université de Lyon et devient membre associé.
- 2008 : les premiers concours communs d'entrée en 1re et 2e année sont mis en place avec les IEP d'Aix-en-Provence, Lille, Rennes, Strasbourg, Toulouse. Désormais, le nombre de places à l’IEP de Lyon est limité à 200 en 1re année.
- 2009 : à la suite de la réforme LMD, sortie de la première promotion ayant obtenu le diplôme de l'IEP en 5 ans.
- 2011 : participation au Campus Charles Mérieux dans le cadre du Plan Cité Campus.
- 2015 : admission à la Conférence des grandes écoles.
- 2017 : Sciences Po Lyon ouvre un second campus à Saint-Étienne. Les étudiants de ce campus peuvent suivre deux doubles cursus (licence d'économie-gestion et licence de droit) avec l'université Jean Monnet[3] et suivre un diplôme d'établissement spécialisé sur la Russie.

## Organisation

### Statut et administration
Sciences Po Lyon est un établissement public administratif rattaché au ministère de l’Enseignement supérieur, de la recherche et de l'innovation.
Les textes de référence sont le décret n°89-902 du 18 décembre 1989 relatif aux instituts d’études politiques et le Code de l’éducation, dans ses articles L.621-1 et D741-9 à D.741-11.
L'établissement est géré depuis 1970-1971 par un conseil d'administration formé de représentants élus des étudiants, des enseignants et du personnel administratif et technique, ainsi que des personnalités extérieures à l'université parmi lesquelles le président de la FNSP et le représentant du directeur général de la Fonction publique. En 2008, Antoine Durrleman succède à Daniel Lebègue à la présidence du conseil d'administration. Depuis 2016, le président du conseil d'administration de Sciences Po Lyon est Gilles Le Chatelier.
Depuis sa création, dix directeurs se sont succédé à la tête de l'établissement :
- 1948-1955 : Robert Pelloux, juriste publiciste ;
- 1955-1956 : Hubert Richardot, historien du droit ;
- 1956-1960 : Jacques Cadart, juriste publiciste ;
- 1960-1981 : Marcel Pacaut, historien ;
- 1981-1995 : Georges Mutin, géographe ;
- 1995-1998 : Alain-Serge Mescheriakoff, juriste publiciste ;
- 1999-2004 : Daniel Dufourt, économiste ;
- 2004-2014 : Gilles Pollet, politologue ;
- 2014-2016 : Vincent Michelot, historien des États-Unis ;
- 2016-2016 : Gilles Pollet (administrateur provisoire) ;
- 2016–2021 : Renaud Payre, politologue
- Depuis le 1er juillet 2021 : Hélène Surrel, juriste

### Effectifs
- Les effectifs de Sciences Po Lyon sont les suivants :
  - Un total de 1 800 étudiants, dont 300 étudiants internationaux ;
  - Environ 65 personnels administratifs
  - Environ 478 enseignants, dont :
    - 78 enseignants-chercheurs,
    - et près de quatre cents intervenants extérieurs[7].

## Localisation et équipements

### Campus historique de Lyon

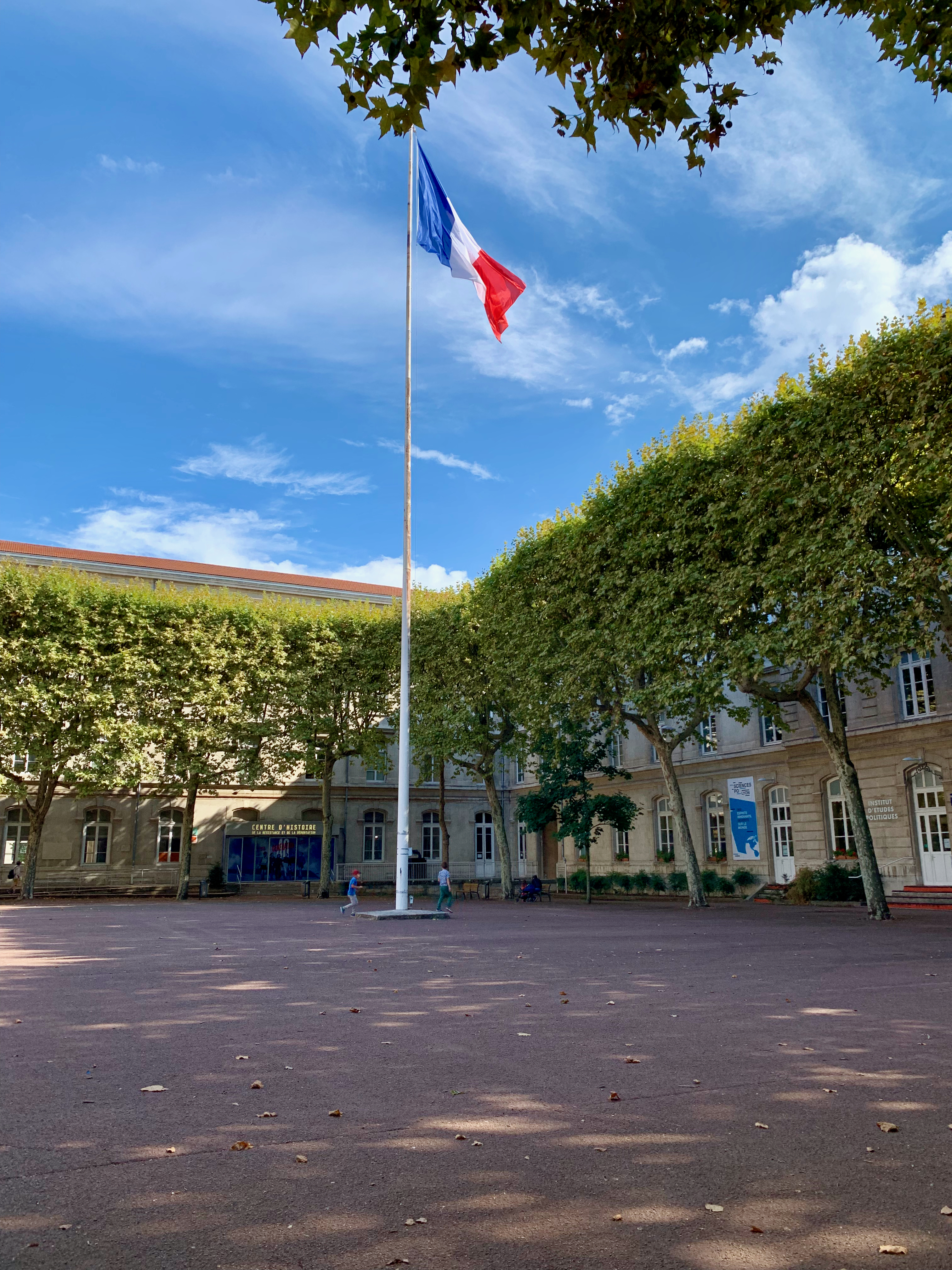
La cour du centre Berthelot.

Depuis 1999, l'IEP est hébergé au Centre Berthelot (du nom du scientifique et ancien ministre Marcellin Berthelot), dans le 7e arrondissement de Lyon, à dix minutes à pied de la gare de Perrache. Le bâtiment fut autrefois occupé par l'École du service de santé des armées de Lyon-Bron ; il logea deux promotions de l'École polytechnique et servit d'ancien siège de la branche de la Gestapo à Lyon durant la Seconde Guerre mondiale. Aujourd'hui, le site dispose notamment de trois amphithéâtres pour les cours.
Outre l'IEP, ce lieu abrite aussi le Centre d'histoire de la résistance et de la déportation, l'Institut des sciences humaines (ISH) et l'Institut d'urbanisme de Lyon. Les locaux à Lyon comportent 9 500 m2 pour les bâtiments administratifs et pédagogiques, à la suite de la construction de l'amphithéâtre Leclair, aujourd'hui renommé en amphithéâtre Raymond et Lucie Aubrac. Le bâtiment administratif est installé dans l'aile sud du centre Berthelot. L'amphithéâtre Raymond et Lucie Aubrac se situe quant à lui dans l'aile ouest du centre. Le bâtiment pédagogique est situé dans la rue du Professeur-Charles-Appleton, au sud du centre Berthelot. Il comporte de nombreuses salles de cours, des bureaux administratifs, une cafétéria et les amphithéâtres Marcel Pacaut et Dora Schaul. L'établissement dispose en outre de 1 500 m2 pour les bâtiments de documentation et de services comprenant les locaux d'associations étudiantes, la cafétéria, lesquels sont situés dans l'aile nord ouest du centre Berthelot.
La bibliothèque de l'IEP s’étend sur près de 1 000 m2 et comprend plus de 80 000 documents. Les élèves de l'IEP bénéficient en outre de l’accès à la bibliothèque inter-universitaire de l'ENS et des universités Lyon-2 et Lyon-3, ainsi qu'à la bibliothèque Chevreul de l’université Lyon 2.

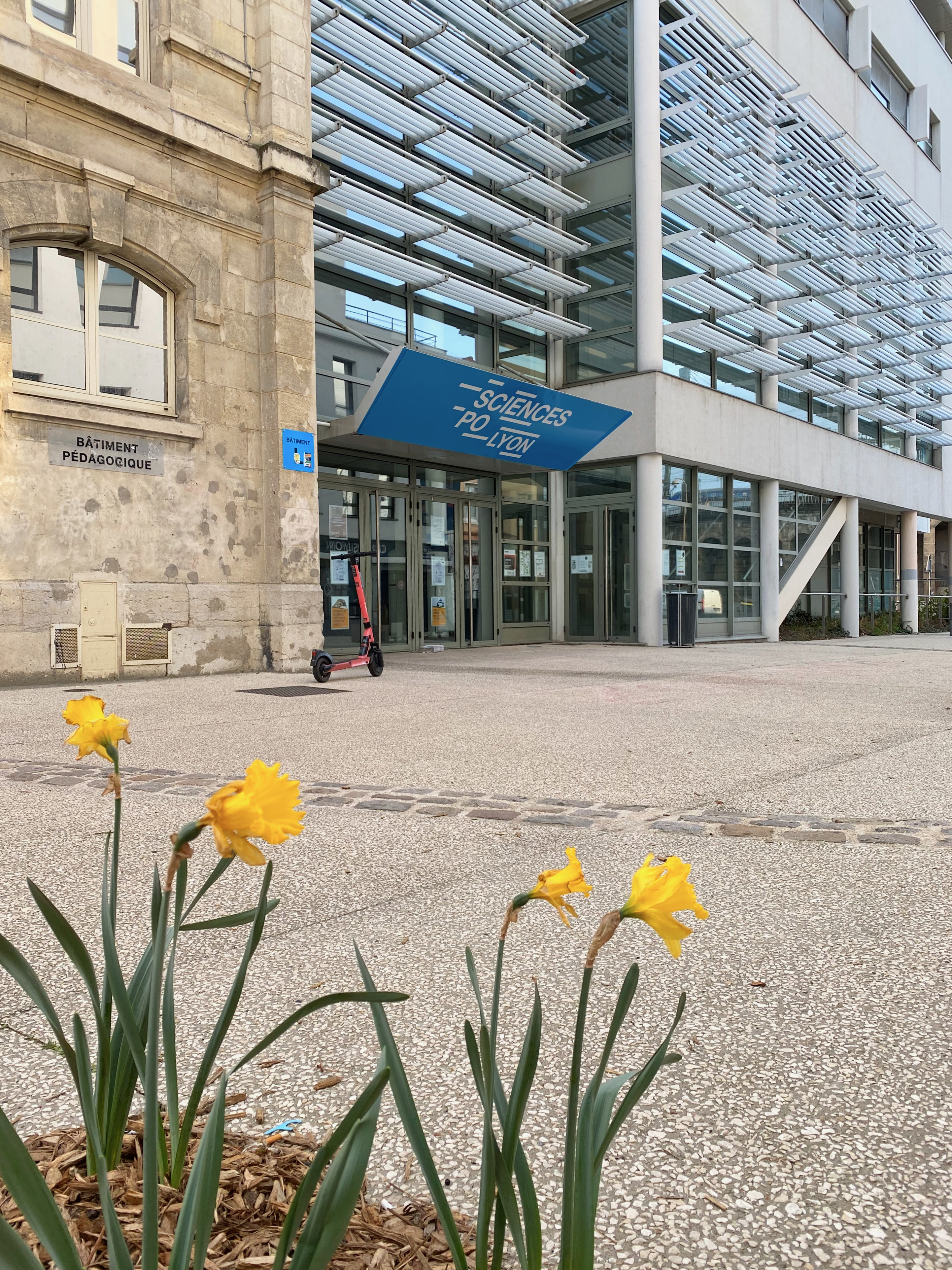
Le bâtiment pédagogique, rue du Professeur-Charles-Appleton.
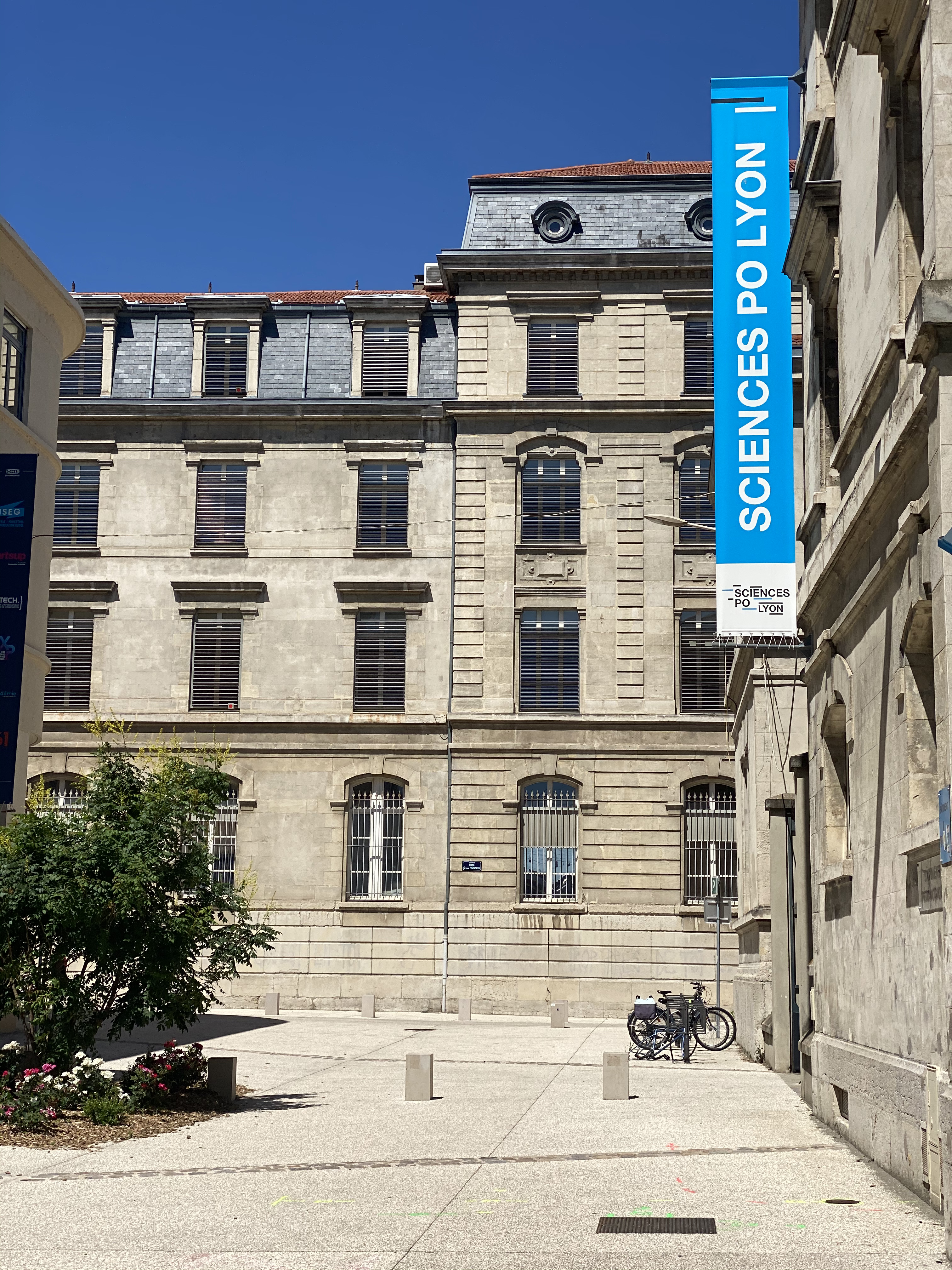
Rue du Professeur-Charles-Appleton avec le bâtiment pédagogique à droite.
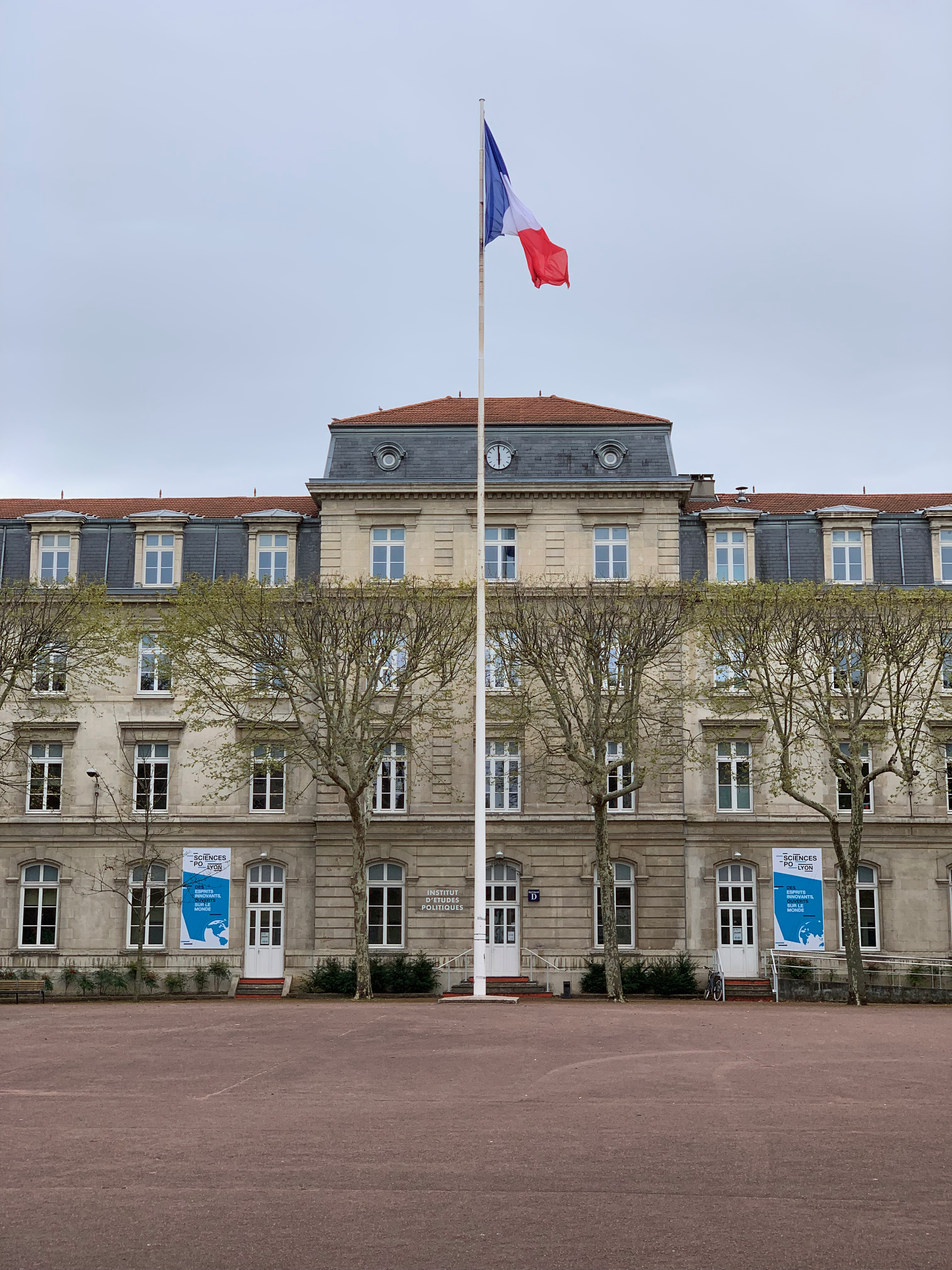
Le bâtiment administratif.
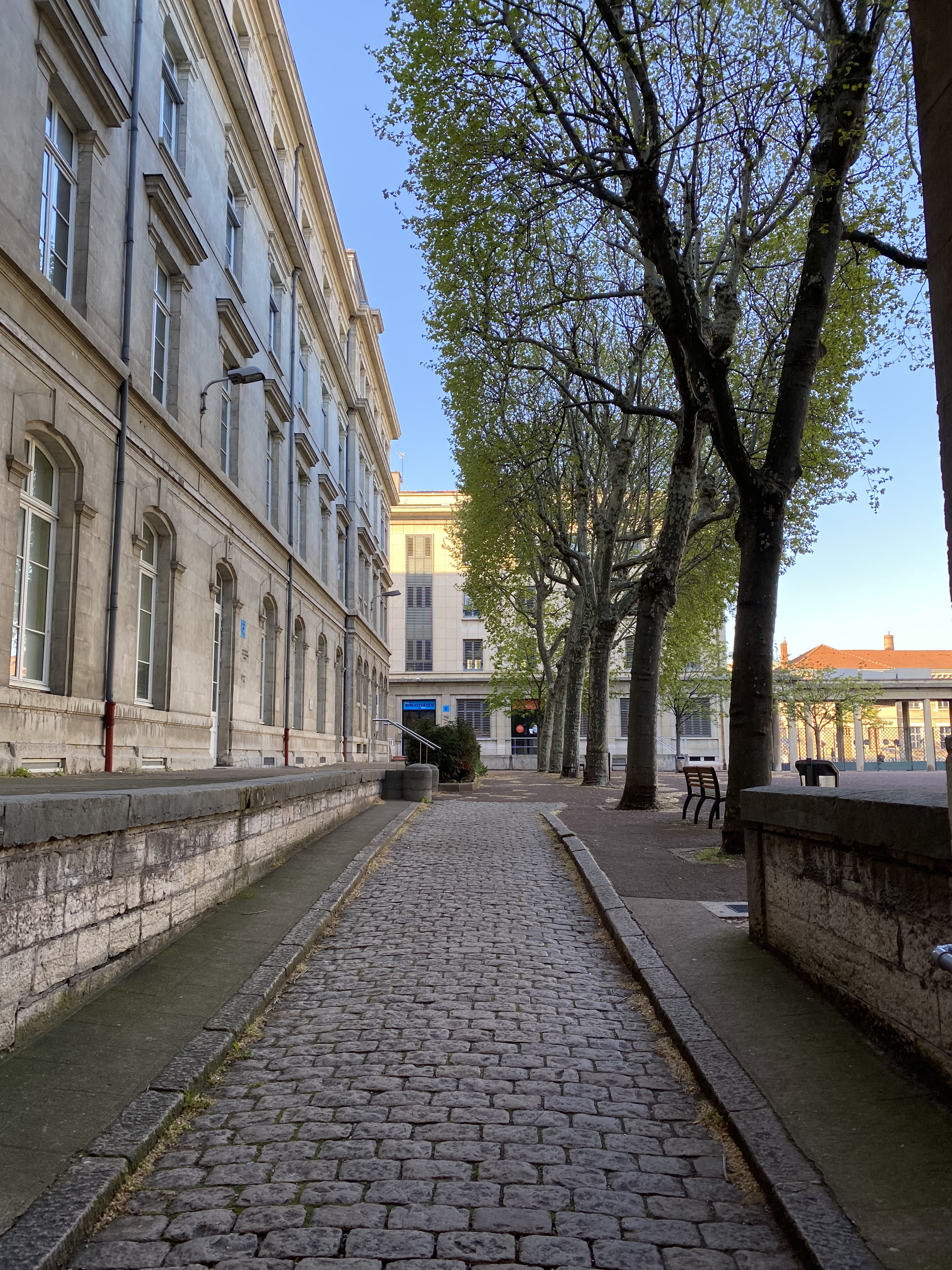
Vue de l'impasse reliant la rue du Professeur-Charles-Appleton avec la cour du centre Berthelot.

### Campus de Saint-Étienne
Sur le site de Saint-Étienne,, l'IEP dispose depuis la rentrée 2017 d'un amphithéâtre sis dans l'ancienne Maison de l'Université. Le site stéphanois est ouvert à une cinquantaine d'étudiants. Ils peuvent en outre préparer une licence en économie et en gestion grâce à un partenariat établi avec l'Institut d'administration des entreprises (IAE) de Saint-Étienne et la Saint-Étienne School of Economics, ou obtenir un double diplôme en droit (JurisPo) avec l'université Jean-Monnet.

## Controverses

### Discrimination politique chez les enseignants
Après avoir été écarté en décembre 2014 de la candidature à un poste de maître de conférences à l'IEP de Lyon, le géographe spécialiste de la Syrie Fabrice Balanche dépose un recours administratif,,. Le tribunal lui donne raison en décembre 2016 et souligne l'absence de raison effective d'écarter la candidature de Fabrice Balanche.

### Polémique sur la semaine de genre et inclusion
En avril 2022, Le Figaro révèle l'organisation par l'IEP d'une semaine de conférences et formations obligatoire pour les élèves de deuxième année sur la thématiques du « genre et inclusion », portant à la polémique parmi les étudiants.

## Classement et réputation
Depuis les années 2010, Sciences Po Lyon est généralement le deuxième établissement le plus demandé du concours commun, derrière Sciences Po Lille. Il a été le plus demandé ex aequo en 2017. 
Selon le classement du magazine Challenges pour l'année 2025, Sciences Po Lyon est classé deuxième de l'ensemble des Instituts d'Études Politiques (IEP), juste après Sciences Po Paris, mais devant les IEP de Lille et de Bordeaux. Le classement prend en compte, outre le taux d'admission en première année et le pourcentage de mentions Très Bien parmi les admis, le montant du budget annuel, le nombre de professeurs permanents, ainsi que le salaire annuel brut moyen des diplômés six mois après l'obtention du diplôme.
Le taux d'admission à Sciences Po Lyon en 2023 était de 10 %, à égalité avec Sciences Po Paris, et derrière Sciences Po Lille (6 %). Le taux d'admission du campus de Saint-Étienne de Sciences Po Lyon est lui de 16 %. Pour l'année universitaire 2024-25, le taux d'admission à l'IEP de Lyon était de 7,1%, derrière celui de Lille, qui était de 4,7% .
L'IEP de Lyon était, en 2023, le quatrième Institut d'études politiques dont le taux de mentions Très Bien au baccalauréat était le plus élevé (85 %), contre 94 % pour l'IEP de Lille et 92 % pour l'IEP de Paris.  
L'IEP de Lyon a été, en 2015, le premier Institut d'études politiques à avoir rejoint la Conférence des grandes écoles.

### Évaluation par l'AERES (2010)
L'AERES, l’Agence d'évaluation de la recherche et de l'enseignement supérieur, dans son rapport d’évaluation de décembre 2010 sur l'IEP de Lyon, a donné un A+, sa note maximale, au centre de recherche sur l'Asie (IAO - l'Institut d'Asie orientale), en collaboration avec l'École normale supérieure de Lyon (ENS Lyon) ; et un A pour ses autres centres de recherche, notamment sur la Méditerranée et le Moyen-Orient (GREMMO) ainsi qu'en science politique, la philosophie politique et l'histoire de la pensée politique et de la pensée économique (le Laboratoire Triangle). À titre de comparaison, l’École doctorale de l'IEP de Paris était classée A par l'AERES.
Dans ses conclusions pour l'IEP de Lyon, l'AERES a salué la « formation excellente » délivrée par l'établissement, ainsi que son ouverture à l'international, mais a déploré dans le même temps « l'éclatement des activités de recherche » ainsi que l'« insuffisance des relations avec le tissu régional, tant institutionnel que socio-économique ».
Depuis la signature d'une convention signée en 2011, ERAI met à disposition de l'IEP ses vingt-cinq relais d'affaires repartis dans le monde et son réseau de 2 000 chefs d'entreprises contactés chaque année[réf. nécessaire].

### Évaluation par le HCERES (2015-2020)
Sciences Po Lyon a fait l’objet d’une deuxième évaluation en avril 2015 par le Haut Conseil de l'évaluation de la recherche et de l'enseignement supérieur (HCERES). Le HCERES reconnaît les efforts entrepris par l'IEP depuis l'évaluation menée par l'AERES. Il confirme que l’IEP s’inscrit dans une tradition forte d’établissement marqué par l'excellence et la richesse de son offre de formation, une internationalisation reconnue et une véritable politique de démocratisation dans le recrutement et le suivi des étudiants.
Le HCERES souligne que l'IEP est bien inséré dans de solides réseaux de partenariats académiques. Il note que les partenariats noués avec les universités étrangères (et notamment anglo-saxonnes de haut niveau) ont permis de développer des échanges réguliers d'étudiants. 90 % des étudiants de l'IEP font ainsi une mobilité académique à l'étranger en 3e année, tandis que l'IEP accueille en retour près de 300 étudiants étrangers. L'IEP participant au Programme Fulbright, cela lui permet de faire venir des professeurs de très haut niveau, tel qu'Andrew C. Rudalevige, docteur de l'université Harvard (Toppan Prize de la meilleure thèse en sciences politiques). L'IEP bénéfice notamment d’un programme d’échange d'enseignants avec l'université Brown, avec un soutien financier pour deux ou trois mobilités par an.
Le HCERES note aussi le partenariat fructueux avec la Villa Gillet, institution culturelle reconnue sur Lyon tandis que celui avec les collectivités territoriales apporte désormais un soutien logistique appréciable[réf. nécessaire].
Il conclut que l’IEP est un établissement très dynamique et en pleine mutation, marquée par une ouverture remarquable à l’international et la qualité des relations développées avec les partenaires internationaux. Il recommande cependant à l’IEP de continuer d’intensifier ses relations et sa communication avec les partenaires socio-économiques. À cet effet, l'IEP a rendu obligatoire, depuis la rentrée 2017, une expérience professionnelle en premier cycle d'environ huit semaines. Il a aussi lancé sa « Public Factory » en 2018, avec l'appui de la métropole de Lyon, plate-forme collaborative qui a pour objectif de répondre aux commandes qu'adressent des collectivités, des entreprises ou des associations aux étudiants de 4e année. Cette plate-forme est depuis décembre 2022, sise dans une ancienne caserne militaire réhabilitée à cet effet et située au Parc Sergent Blandan de Lyon à quelques encablures du centre Berthelot.
Dans son rapport 2019/2020, le HCERES note parmi les points forts notamment « une mobilité étudiante à l’international forte » et, parmi les points faibles, « une formation insuffisamment évaluée, et encore traditionnelle, avec des réflexions émergentes en matière d’innovation pédagogique et numérique ». 
Ce même rapport pointe aussi « une vie étudiante peu prise en compte par la gouvernance et un manque de soutien pour une participation plus efficiente aux instances de l'établissement » ainsi qu'« une valorisation et une internationalisation de la recherche à améliorer dans la perspective d’une grande école d’affaires publiques ».

## Cursus

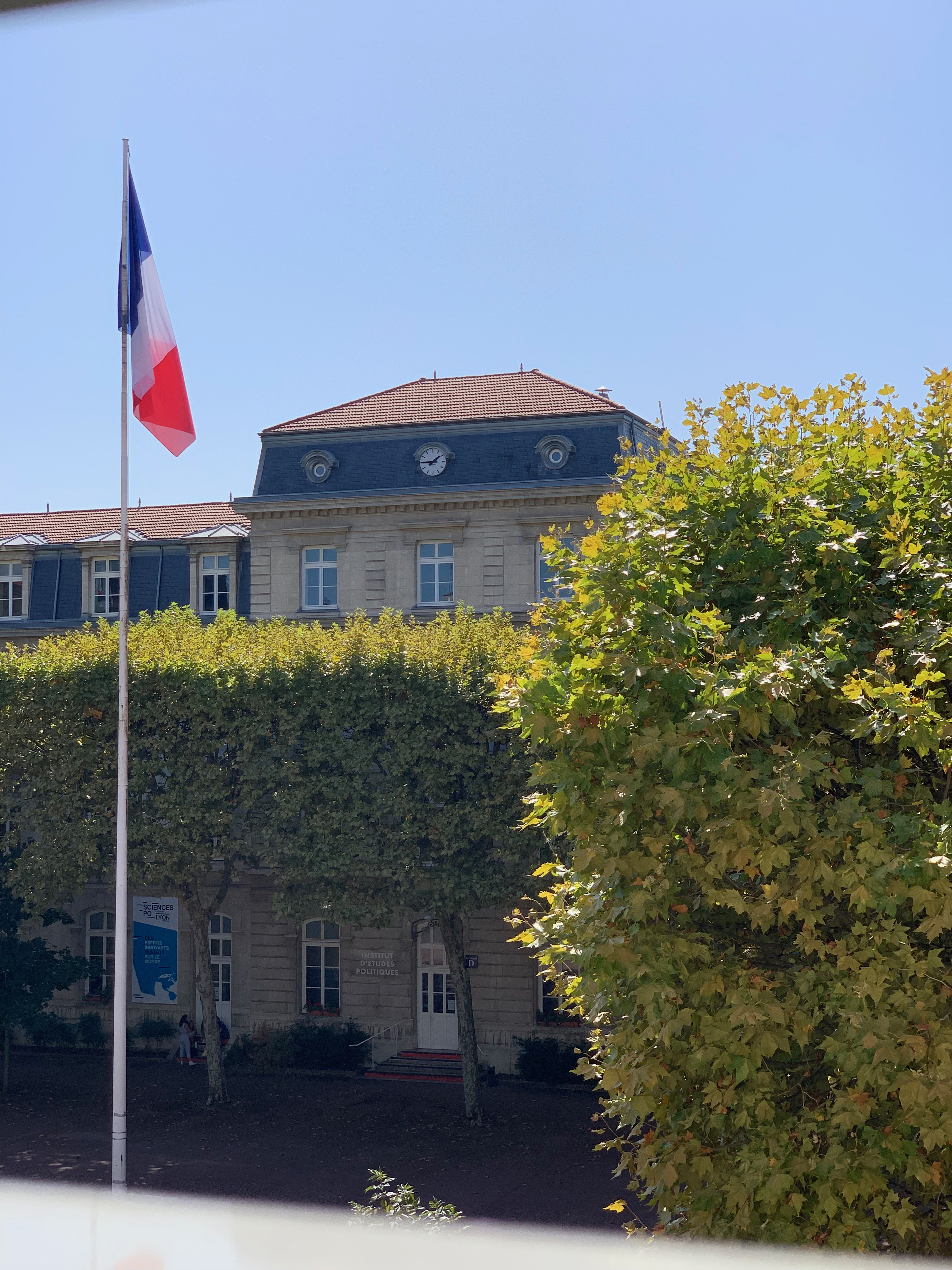
Vue du bâtiment pédagogique depuis la bibliothèque.

Depuis la rentrée 2004, le cursus s'effectue en cinq ans, et le diplôme de l'IEP est reconnu au grade de master. Les premiers diplômés en 5 ans sont sortis en 2009. Comme dans les autres instituts d'études politiques, l'enseignement est marqué par la pluridisciplinarité autour des quatre piliers que sont l'histoire, les sciences politiques (et sociales), l'économie et le droit.

### Admission
La sélection est introduite à la rentrée 1982, limitant à 200 le nombre de places en première année. Le concours d'entrée directe en deuxième année, mis en place en 1985, offre quant à lui 50 places. Depuis 2007, un concours d'entrée en quatrième année est organisé avec 40 places proposées.
De 2004 à 2007, l'Institut d'études politiques de Lyon s'associe aux IEP d'Aix-en-Provence et de Grenoble pour organiser un concours d'entrée commun en première année, dont la sélectivité atteignait 8 % pour l'IEP de Lyon (2 450 présents au concours 2007 pour 196 places offertes). Outre la note obtenue au baccalauréat, le candidat devait passer trois épreuves écrites : actualité, langue étrangère et histoire ainsi qu'une épreuve sur un ouvrage de 2004 à 2006.
À partir de 2008, les six instituts d'études politiques d'Aix-en-Provence, Lyon, Lille, Rennes, Strasbourg et Toulouse organisent un concours d'entrée commun d'accès en première année ouvert aux terminales et aux bacheliers de l'année précédente. Outre la note du baccalauréat, le concours se compose de trois épreuves : une dissertation portant sur une question contemporaine, une épreuve d'histoire et une épreuve de langue vivante. En 2010, un nombre total de près de 1 000 places, réparties entre les six IEP, est proposé aux 10 000 candidats, soit un taux de sélection de 9,86 %. À la rentrée 2013, les six IEP s'associent de nouveau pour un concours commun d'entrée en deuxième année.
Depuis 2014, le concours commun d'entrée en première année des IEP de région, avec l'appui du ministère français des Affaires étrangères, est ouvert aux élèves des lycées français de l’Étranger. Quatre centres ont été ainsi délocalisés à Bangkok (Thaïlande), Bogota (Colombie), Casablanca (Maroc) et Dubaï (Émirats arabes unis),. Par ailleurs, six centres ont été ouverts dans les territoires ultramarins: Pointe-à-Pitre (Guadeloupe), Cayenne (Guyane), Tahiti (Polynésie), Fort-de-France (Martinique), Saint-Denis (La Réunion).

### Le premier cycle
Le premier cycle dure trois ans. Les deux premières années sont pluridisciplinaires et dédiées à l'acquisition des connaissances fondamentales en Histoire, Droit, Économie et Sciences Sociales et Politiques. La troisième année se fait hors les murs, elle peut être divisée en deux semestres différents et peut consister en un stage ou un cursus universitaire à l'étranger. Près de 150 universités étrangères sont liées à l'IEP de Lyon par convention. En outre, les élèves doivent étudier au moins deux langues étrangères telles que l'anglais, l'allemand, l'espagnol, le chinois, le japonais, l'arabe, l'italien ou le russe. Leur formation en langues vivantes permet aux étudiants de partir au cours de leur scolarité en Afrique, en Amérique du Nord, en Amérique latine, en Asie, en Europe (programme Socrates), au Moyen-Orient ou en Océanie.
La validation du premier cycle requiert en outre d'effectuer une expérience professionnelle, laquelle consiste généralement en un stage d'environ un mois effectué en fin de première ou deuxième année, ou d'un stage plus long de six mois effectué en troisième année. Dans ce dernier cas, la troisième année est dite « mixte », c'est-à-dire que l'étudiant passe six mois dans une université étrangère et six mois en stage.
L'IEP propose aussi, en deux ans à partir de la première année, des diplômes d'établissement (DE) parallèles, concernant l'Europe (DEEE), les États-Unis (DELUSA), l'Afrique subsaharienne contemporaine (DEASC), l'Amérique latine et les Caraïbes (DEALC), le monde extrême-oriental contemporain (DEMEOC), le monde arabe contemporain (DEMAC) et la Russie Contemporaine (DERUSCO à partir de la rentrée 2017, disponible uniquement sur le campus de Saint-Étienne). L'apprentissage du portugais, du chinois, du japonais ou de l'arabe fait partie de ces trois derniers cursus. En outre, l'IEP dispose d'un partenariat avec l’École nationale supérieure de Lyon pour l'apprentissage de langues rares (hébreu, persan, turc, russe).

### Le deuxième cycle

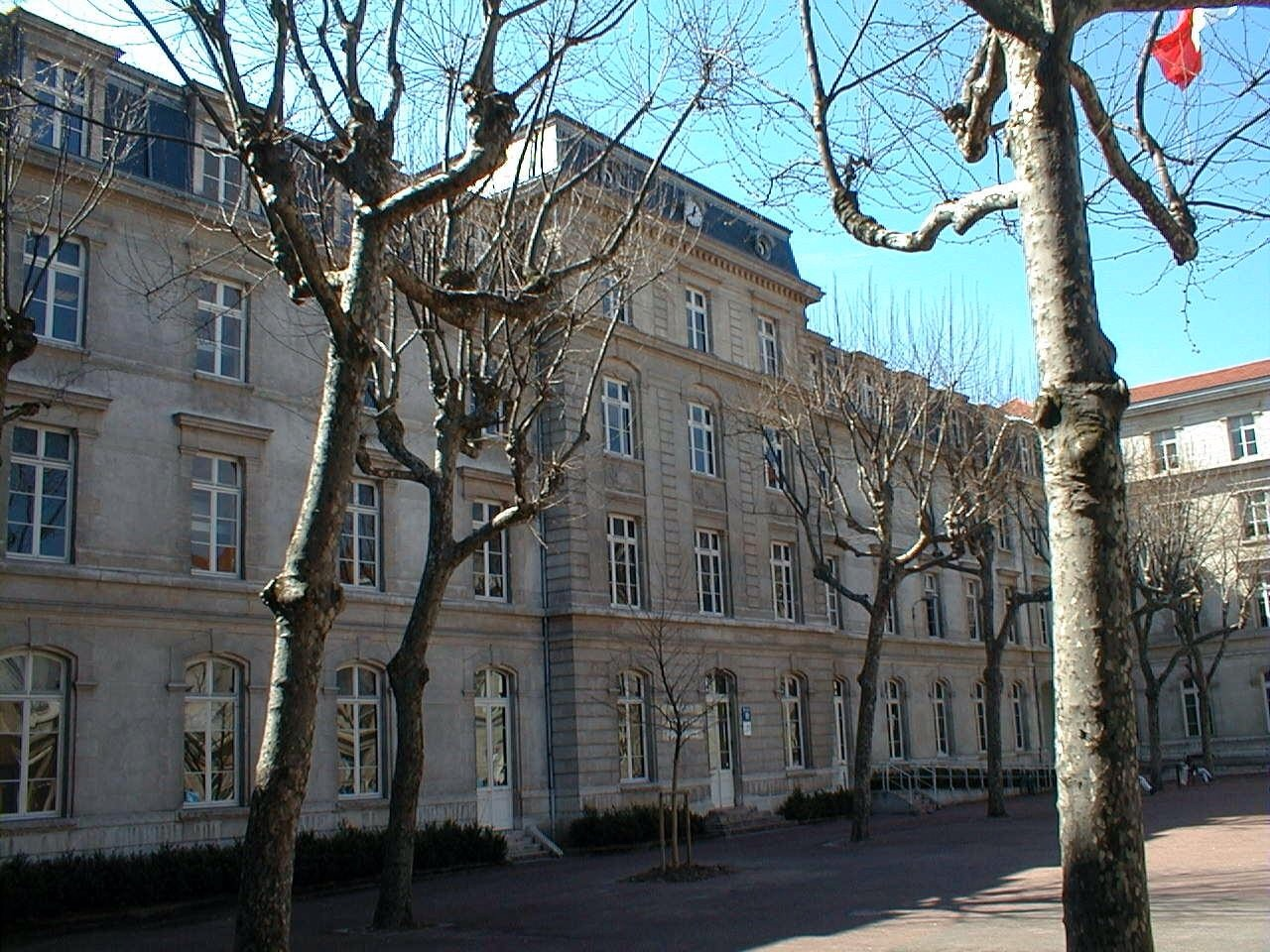
Au centre, le bâtiment administratif de l'IEP de Lyon. Sur l'aile droite, l’entrée de l’amphithéâtre Leclair.

La quatrième année est déterminée par un choix entre neuf parcours différents : 
- Dans le secteur « Affaires internationales » :
  - Firmes et mondialisation
  - Relations internationales contemporaines
- Dans le secteur « Affaires publiques » :
  - Affaires juridiques
  - Action et gestion publique
  - Analyses et pratiques comparées de la politique
  - Emploi, organisation et ressources humaines
- Dans le secteur « Communication » :
  - Journalisme
  - Communication, culture et institutions
  - Emploi, organisation et ressources humaines

En cinquième année, le programme de masters permet une spécialisation « professionnalisante » ou une orientation dans les métiers de la recherche :
- Dans les spécialités de recherche : 
  - Sociologie Politique
  - Politiques publiques et gouvernements comparés
  - Histoire de la pensée politique
  - Asie orientale contemporaine
  - Information et communication
- Dans les spécialités « professionnalisantes » :
  - Stratégies des échanges culturels internationaux
  - Évaluation des politiques publiques
  - Affaires asiatiques
  - Politiques urbaines : gouvernances, médiations et politiques de la ville
  - Management du secteur public : collectivités et partenaires
  - Administration des institutions de recherche et de diffusion des connaissances (en partenariat avec l'ENS de Lyon)
- Dans les spécialisations dites « internes au diplôme IEP » (c’est-à-dire sans double-diplomation) :
  - La préparation aux concours de la fonction publique sous l'égide du CEPAG de l'IEP de Lyon (qui prépare aux concours de l'ENA, l'INET et l'EHESP (directeur d'hôpital).
  - Coopération et développement au Maghreb et au Moyen-Orient
  - Gestion de projets, coopération et développement en Amérique latine
  - Affaires européennes : entreprises et institutions
  - Carrières publiques
  - Ingénierie des partenariats publics privés
  - Communication, culture et institutions
  - Journalisme, médias et territoires
  - Conduite de projets et développement durable des territoires (ouvert en septembre 2010)

Il est de même possible d'intégrer une autre spécialité de cinquième année dans un autre IEP tout en conservant son diplôme de l'IEP de Lyon ou bien de valider un double diplôme dans l'un des établissements partenaires (notamment à l'ENS et l'IAE de Lyon, dans un des IEP du concours commun (y compris avec l'IEP de Saint-Germain-en-Laye qui bénéficie d'un programme conjoint avec l'ESSEC) ou à l’Université de Paris-Dauphine-PSL (voir ci-après). Ces options, dites de mutualisation et/ou de double diplôme, augmentent ainsi les possibilités de spécialisation.

### Doubles diplômes

#### avec leCentre de formation des journalistesà Paris
Le Centre de formation des journalistes (CFJ) et Sciences Po Lyon ont signé un accord en vue d'un double-diplôme ayant pour objectif de former des étudiants avec une formation minimum à Bac + 3, au journalisme de données et d’enquête. Ce cursus inédit accueille depuis septembre 2019 une quinzaine d’étudiants et permet d’obtenir les diplômes respectifs des établissements à l’issue de deux années de formation à Lyon puis à Paris.

#### avec l'EM Lyon Business School
Depuis 2011, un double diplôme avec l'EM Lyon Business School est ouvert à une dizaine d’étudiants qui ont rejoint Sciences Po Lyon au cours de la première ou de la deuxième année du cursus standard.

#### avec l'ENS de Lyon
Sciences Po délivre avec l'ENS de Lyon le master spécialisé « ADMIRE » qui forme les futurs Administrateurs des Instituts de Recherche et de Diffusion des Connaissances, le Master AlterEurope en collaboration avec l’Université Jean Monnet de Saint-Étienne, qui forme des experts de l’Union européenne et des pays voisins, capables d’accompagner les prises de décision politiques et économiques dans les secteurs publics et privés et le master Asie Orientale Contemporaine dont l'objectif est de former des experts sur l'Asie Contemporaine aussi bien dans le secteur des Affaires Étrangères que dans le secteur privé. Elle est aussi considérée comme une préparation au concours du Quai d'Orsay (cadre d'Orient), la maîtrise d'une langue asiatique (dont le Chinois et le Japonais) étant un prérequis.

#### avec l'ENTPE et VetAgro Sup
L'IEP collabore avec l'École nationale des travaux publics de l'État (ENTPE) et VetAgro Sup dans le cadre du double-diplôme et master de recherche intitulé « Politiques publiques et gouvernement comparé ». Ce master est labellisé « Université de Lyon ».

#### avec l'IAE de Lyon
En 2012, une convention entre l'IAE de Lyon et l'IEP a été signée, permettant aux étudiants des deux institutions d'avoir accès à des formations de l'un des deux établissements.

#### avec l'Institut d'urbanisme de Lyon
En 2014, un diplôme a été ouvert avec l'IUL, avec là aussi un accueil réciproque d'étudiants. Les élèves l'IEP peuvent ainsi suivre un double cursus de niveau Master 1 « IEP / M1 IUL ». Cette possibilité est offerte à huit élèves de l’IEP après examen de leurs résultats scolaires et de leur projet de formation

#### avec l'université baptiste de Hong Kong
Sciences Po Lyon a signé, en juillet 2018, un partenariat avec la Hong Kong Baptist University (HKBU) en vue de la mise en place d'un double diplôme. Il est ouvert aux  étudiants en 5e année. L'université baptiste de Hong Kong (香港浸會大學) est une université publique de langue anglaise et d'héritage chrétien située dans le quartier de Kowloon. Fondée en 1956 sous le nom de Hong Kong Baptist College, l'université est le deuxième établissement d'enseignement supérieur construit à Hong Kong après l'université de Hong Kong. Elle est la dernière université chrétienne encore active en Chine continentale. Elle est réputée pour son département de communication et école de journalisme (au même niveau que celle de l'université de Columbia d'après The Asian Correspondent), pour son département des sciences politiques et son école de gestion.

#### avec l'université de Loughborough
L'IEP a signé un accord cadre en février 2019 avec Helen Drake, directrice de l'Institut pour la diplomatie et la Gouvernance Internationale de cette université britannique en vue de la création d'un double-diplôme ouvert depuis la rentrée 2020. Loughborough a été nommée université de l'année par le Times / Sunday Times en 2019. Elle était classée au niveau national 4e (devant la London School of Economics) par le quotidien The Guardian, 5e par le Times/Sunday Times et 7e d'après le classement « Complete ».

#### European Master of Public Administration Consortium
Sciences Po Lyon et l'IEP de Paris collaborent tous deux au consortium d’universités délivrant le master européen en administration publique / European Master of Public Administration (MPA). Les autres membres de ce consortium sont: German University of Administrative Sciences Speer, Université Bocconi, université catholique de Louvain, université Corvinus de Budapest, université de Limerick, université de Leyde, université Érasme de Rotterdam, université de Genève, université de Liverpool, université de technologie de Tallinn et University of Vaasa.
Ce consortium a été établi en 1990-91 en vue de développer un programme d’échange multilatéral pour des étudiants et des chercheurs en administration publique. À l'issue de leur scolarité, les étudiants de ce MPA reçoivent un diplôme de leur université d'inscription ainsi qu'un certificat signé et validé conjointement par les universités partenaires.

### Partenariats nationaux

#### Collège des Hautes Études – Lyon Science[s]
Sciences Po Lyon avec l'École centrale de Lyon, l'École nationale vétérinaire de Lyon (VetAgro), l'École normale supérieure de Lyon, le Conservatoire national supérieur de musique et de danse de Lyon ont mis place en 2013 un Collège des Hautes Études – Lyon Science[s] afin de démultiplier les enseignements sur une base pluridisciplinaire. Cela doit permettre à terme la délivrance de doubles diplômes entre les établissements participants. L'École nationale supérieure des mines de Saint-Étienne a rejoint ce collège en 2018, l'EM Lyon Business School et l'Université Jean-Moulin-Lyon-III en 2023 .

#### Sciences Po Europe / The European School of Public Affairs (ESoPA)
L'IEP de Lyon et les autres membres du concours commun (IEP d'Aix, Lille, Rennes, Strasbourg, Toulouse) ont formé une alliance le 28 juin 2013 sous le nom de Sciences Po Europe / The European School of Public Affairs (ESoPA). Son objectif est de renforcer la visibilité européenne et internationale de ces IEP ainsi que leurs sphères de collaboration,. Les IEP du concours commun ont ensuite signé un accord de partenariat avec l’Université Paris-Dauphine-PSL en vue de doubles diplômes désormais prisées par les entreprises françaises. Ce rapprochement a pour but d'élargir la palette des spécialités des étudiants sur des thématiques précises portant sur la gestion des entreprises, la finance internationale et l’économie telles que proposées par l'Université Paris-Dauphine-PSL et de renforcer les partenariats entre les différents laboratoires de recherche. Il résulte aussi du besoin de constituer un réseau plus efficace en vue de la préparation au concours de l'Institut national du service public (INSP).

#### Accord avec l'École spéciale militaire de Saint-Cyr
En vue d'entretenir le lien « Armée-Nation » de haut niveau, l’armée de Terre offre aux étudiants et jeunes diplômés de niveau bac+4/5 de plusieurs grandes écoles dont Sciences Po Lyon l’opportunité d’effectuer un stage de six mois en immersion complète au sein de l'école des officiers de l'armée de terre, l'ESM Saint-Cyr.

### Partenariats internationaux
Les étudiants effectuant (en grande majorité) une année de mobilité internationale, l'IEP a établi 166 partenariats avec des universités étrangères, dont les universités de premier rang en Allemagne (Université libre de Berlin), en Argentine (Université de Buenos Aires), en Autriche (Université de Vienne), en Australie (Université de Melbourne), au Brésil (Université de São Paulo), au Canada (Université de la Colombie-Britannique, Université de Montréal), en Chine (Université de Nankin), au Danemark (Université de Copenhague), en Espagne (Université complutense de Madrid), aux États-Unis (Université de Virginie, Université de Californie à Berkeley, Bowdoin College, Université Brown, Université de Georgetown, Université de Californie à Los Angeles, Université de Pennsylvanie, etc.), en Grande-Bretagne (King's College de Londres, Université de Birmingham, Université d'Édimbourg, School of Oriental and African Studies, Université de Warwick, etc.), en Inde (Université Jawaharlal-Nehru), au Japon (Université du Tōhoku, Université Waseda), au Mexique (Institut technologique autonome de Mexico), en Norvège (Université d'Oslo), aux Pays-Bas (Université d'Amsterdam), en Russie (École des hautes études en sciences économiques, Université d'État de Moscou), etc.

### Préparation aux concours de l’encadrement administratif
L’IEP concourt à la formation des cadres du service public de catégorie A des trois fonctions publiques d'État, Territoriale et Hospitalière, tant au travers de sa formation initiale que par ses préparations aux concours de l’encadrement administratif à travers son centre de préparation à l’administration générale (CPAG).
Grâce à cette préparation, les élèves du CPAG ont pu réussir, à titre d'exemple, les concours d'administrateur territorial, de commissaire aux armées, d'inspecteur des finances publiques, les concours d'entrée à l'École nationale supérieure de sécurité sociale (EN3S), de l'École nationale de la magistrature (ENM), et de l'Institut national du service public (INSP).

### Formation continue
Sciences Po Lyon a développé une offre de programmes de formation continue (de courte ou de longue durée) et diplômante, destinés aux professionnels des secteurs privé et public. Ces formations portent entre autres sur la communication, le journalisme, les affaires publiques, le droit public, le management des organisations et les ressources humaines. L'IEP est agréé par le Ministère français de l’Intérieur pour la formation des élus. Afin de renforcer son offre dans le domaine touchant au fonctionnement du service public, l'IEP s'est associé en mai 2014 au Conservatoire national des arts et métiers Rhône-Alpes (CNAM).

## Recherche

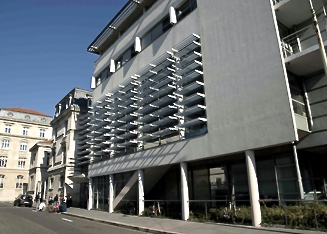
Le bâtiment pédagogique de l'IEP de Lyon.

Sciences Po Lyon est l'établissement de tutelle de plusieurs unités mixtes de recherche.

### Asie orientale
L'Institut d’Asie orientale (IAO) est un centre de recherche interdisciplinaire qui réunit les enseignants-chercheurs et des chercheurs (de Sciences Po Lyon, du CNRS, de l'ENS-Lyon, de l'Université Lyon 2) travaillant principalement sur la Chine, le Japon, Taïwan, le Vietnam et les régions environnantes.
Depuis 2009, l'IAO collabore au programme doctoral conjoint du Global Center of Excellence de l’université de Tohoku au Japon. L’IAO est ensuite impliqué dans la formation de doctorants des Écoles normales supérieures de Lyon, de l'École normale supérieure de Cachan, de l'École normale supérieure de la rue d'Ulm, et de l’université normale de la Chine de l'Est de Shanghai. Les membres de l’IAO sont aussi membres de jury de plusieurs comités de soutenance de thèses au sein de l’université Stanford et de l’université de Californie à Berkeley.

### Méditerranée et Moyen-Orient
Le Groupe de recherche et d’études sur la Méditerranée et le Moyen-Orient (GREMMO). Situé au sein de la Maison de l'Orient et de la Méditerranée (MOM), le GREMMO est un laboratoire de recherche de Sciences Po Lyon, du CNRS et de l'université Lyon-2 dont les travaux portent sur le Moyen-Orient et l’Afrique du Nord. Il est dirigé par Fabrice Balanche, expert sur la Syrie.

### Information et communication
L'Équipe de recherche de Lyon en information et communication (ELICO) rassemble des enseignants-chercheurs et des doctorants en Sciences de l’information et de la communication de Sciences Po Lyon, des universités Lyon-1, Lyon-2 et Lyon-3 ainsi que de l'École nationale supérieure des sciences de l'information et des bibliothèques (ENSSIB).

### Sciences de l'Homme
L'IEP de Lyon est co-tutelle de l'Institut des Sciences de l'Homme, devenu Unité de Services et de Recherche en 2011, avec l'ENS de Lyon, les universités Jean Moulin et Lumière de Lyon et l'Université Jean-Monnet de Saint-Étienne. Créé en 1987, l’Institut des Sciences de l’Homme (ISH) rassemble 23 laboratoires de recherche implantés à Lyon et Saint-Étienne. Il couvre une large palette d'expertise dans les domaines des sciences humaines et sociales, notamment en histoire, économie-gestion, sociologie, linguistique et sciences politiques.
Ses trois axes de recherche sont :
- Humanités numériques : interface entre les sciences humaines et sociales et les nouvelles technologies informatiques ;
- Genre : analyse de la construction historique, sociale et symbolique des rapports entre les sexes ;
- Travail, espaces et mondialisation : réflexion autour des migrations et des mobilités, des dynamiques des régimes et des échanges économiques.

### Sciences politiques
Le laboratoire Triangle est un laboratoire interdisciplinaire en science politique, histoire de la pensée politique et économique, qui regroupe des équipes de Sciences Po Lyon, du CNRS, de l'ENS de Lyon, de l'université Lyon 2, et de l'université Jean Monnet Saint-Étienne. Il est dirigé par Anne Verjus et Sophie Béroud.
Il abrite la revue Mots, seule revue francophone sur les langages du politique.

### Partenariat avec laMaison française d'Oxford
Un accord signé en juillet 2018 entre l'IEP et la Maison française d'Oxford (MFO) permet aux étudiants de 5e année (qui se destinent à la recherche) et les doctorants de science politique de bénéficier de courts séjours de recherche - huit semaines - à la MFO et dans certains collèges de l'Université d'Oxford.

## Personnalités liées à Sciences Po Lyon

### Élèves
En 2018, Sciences Po Lyon compte plus de 10 000 anciens élèves, parmi lesquels figurent des hommes politiques, des dirigeants d'entreprises et d'organisations non gouvernementales, de nombreux hauts fonctionnaires français et internationaux, ambassadeurs, universitaires, cadres de l’armée et du monde du renseignement, journalistes, intellectuels ou encore artistes.

#### Grandes institutions publiques
- Laurent Bayle. Président de la Philharmonie de Paris. Directeur général de la Cité de la musique.
- Didier Le Bret. Coordonnateur du Conseil national du renseignement en 2016. Ancien directeur de la cellule de crise du Ministère des Affaires étrangères (France). Ancien ambassadeur de France en Haïti.
- Jacques Toubon. Ancien Défenseur des droits (2014-2020), ancien garde des Sceaux, ministre de la Justice (1995-1997), ancien ministre de la Culture (1993-1995). Ancien président du conseil d'orientation de la Cité nationale de l'histoire de l'immigration (2007-2014). Député européen (2004-2009). Ancien secrétaire général du Rassemblement pour la République (1984-1988). Ancien maire du 13e arrondissement de Paris (1983-2001).
- Geneviève Avenard. Défenseure des enfants, adjointe du Défenseur des droits (depuis 2014).

#### Ministres
- Didier Migaud. Garde des Sceaux, ministre de la Justice du Gouvernement de Michel Barnier. Premier président de la Cour des comptes (2010-2020), Président de la HATVP (2020-2024). Ancien député. Ancien président de la Commission des finances de l'Assemblée nationale.
- Rima Abdul-Malak. Ministre de la Culture depuis 2022. Ancienne conseillère culture d'Emmanuel Macron.
- Jacques Toubon. Ancien Défenseur des droits (2014-2020), ancien garde des Sceaux, ministre de la Justice (1995-1997), ancien ministre de la Culture (1993-1995). Ancien président du conseil d'orientation de la Cité nationale de l'histoire de l'immigration (2007-2014). Député européen (2004-2009). Ancien secrétaire général du Rassemblement pour la République (1984-1988). Ancien maire du 13e arrondissement de Paris (1983-2001).
- Gilbert Baumet. Ancien ministre délégué au commerce et à l'artisanat (gouvernement Bérégovoy sous la présidence de François Mitterrand). Ancien sénateur et député.
- Thierry Braillard. Ancien secrétaire d'État aux sports dans le gouvernement Valls. Avocat. Député. Vice-président national du Parti radical de gauche.
- Michel Mercier. Ancien garde des Sceaux, ministre de la Justice. Ancien ministre de l'Administration territoriale. Sénateur. Président du conseil général du Rhône. No 2 du MoDem.
- Jean-Jack Queyranne. Ancien président de la région Rhône-Alpes en France (2004-2015). Ancien ministre français des Relations avec le Parlement (2000-2002). Ancien secrétaire d'État à l'Outre-Mer (1997-2000). Ancien membre du bureau exécutif et du comité directeur du parti socialiste (1983-1994). Ancien maire de Bron (1989-1997).

#### Haut fonctionnaire
- Jean-Marie Girier, préfet du territoire de la Vienne, ancien directeur de cabinet du président de l'Assemblée nationale Richard Ferrand, ancien conseiller spécial du ministre de l'Intérieur Gérard Collomb, ancien directeur de campagne d'Emmanuel Macron en 2017.
- Sophie Aubert, Ambassadrice de France

#### Dirigeants d'entreprises
- Daniel Lebègue. Administrateur indépendant d'Alcatel-Lucent, du Crédit agricole, de Technip et de la Scor. Président de Transparency International France. Président de l'Institut du développement durable et des relations internationales. Coprésident d’Eurofi. Président d’Epargne sans frontières. Président de l'ORSE, l'Observatoire sur la responsabilité sociétale des entreprises. Ancien président de l'Institut français des administrateurs et de Sciences Po Lyon. Ancien directeur du Trésor (1984-1987). Ancien vice-président et conseiller du président de la Banque nationale de Paris (1996-1997). Ancien directeur général de la BNP Paribas et de la Caisse des dépôts et consignations (1997-2002).

#### Universitaires
- Bruno Benoit. Professeur d'histoire contemporaine à Sciences Po Lyon.
- Noémie Bouhana. Professeur en criminologie à l'University College de Londres (UCL). Doctorat en criminologie de l'université de Cambridge[79]
- Bernard Deloche. Philosophe et muséologue.
- Thierry Kirat. Directeur de recherche au CNRS à l'université Paris-Dauphine.
- Bruno Perreau. Ancien professeur à l'IEP de Paris. Professeur au Massachusetts Institute of Technology, où il est titulaire de la chaire Cynthia L. Reed[80]. Également membre affilié au Center for European Studies de l'Université Harvard.
- Pierre-Henri Tavoillot. Professeur de philosophie à l’université de Paris Sorbonne.
- Michel Seurat. Sociologue. Enlevé en 1985 par le Jihad islamique libanais et qui est mort durant sa captivité.

#### Écrivains
- Édouard Brasey. Romancier, essayiste, scénariste et conteur français.
- Claude Mollard. Écrivain. Photographe. Fondateur du Centre national de la photographie. Ancien secrétaire général du Centre national d'art et de culture Georges-Pompidou. Conseiller-maître à la Cour des comptes.
- François Montmaneix. Poète. Ancien Directeur de l'Auditorium Maurice-Ravel de Lyon. Fondateur du Prix Roger-Kowalski, Grand Prix de Poésie de la Ville de Lyon. Président de l'Académie Mallarmé.

#### Journalistes
- Sonia Chironi. Journaliste politique et présentatrice de télévision sur I-Télé.
- Cécile Delarue. Journaliste et présentatrice de télévision sur BFM TV et 13e rue.
- Fabrice Drouelle. Président de la Maison des Journalistes et animateur radio à France Inter.
- Patrick Fiole. Journaliste. Ancien rédacteur en chef de Le Nouvel Observateur.
- Laure Martin Hernandez, journaliste radio et documentariste installée en Martinique.
- Vincent Roux (journaliste). Ancien rédacteur en chef à RFI. Présentateur sur France 24.
- Philippe Corbé. chef du service politique de BFMTV. Ancien correspondant à New York.
- Matthieu Garrigou-Lagrange. écrivain, journaliste, producteur et animateur de radio français à France Culture.

#### Cinéma
- Joséphine Japy. Actrice (France Gall dans Cloclo, premier rôle dans Respire de Mélanie Laurent). Révélation féminine au César du cinéma 2012.
- Jacques Maillot (réalisateur). Scénariste et réalisateur de cinéma. Réalisateur du film Les Liens du sang; scénariste de son remake par Guillaume Canet, Blood Ties.

#### Sportifs
- Julien Desprès. Rameur. Médaille de bronze aux Jeux olympiques de Pékin en 2008. Médaille d'or lors des Championnats du Monde 2010.

## Vie associative
Sciences Po Lyon compte près d'une trentaine d'associations étudiantes, gérées par les étudiants de l'IEP et disposant d'un budget reposant sur des subventions allouées plusieurs fois par an par l'administration de l'école.

## Promotions

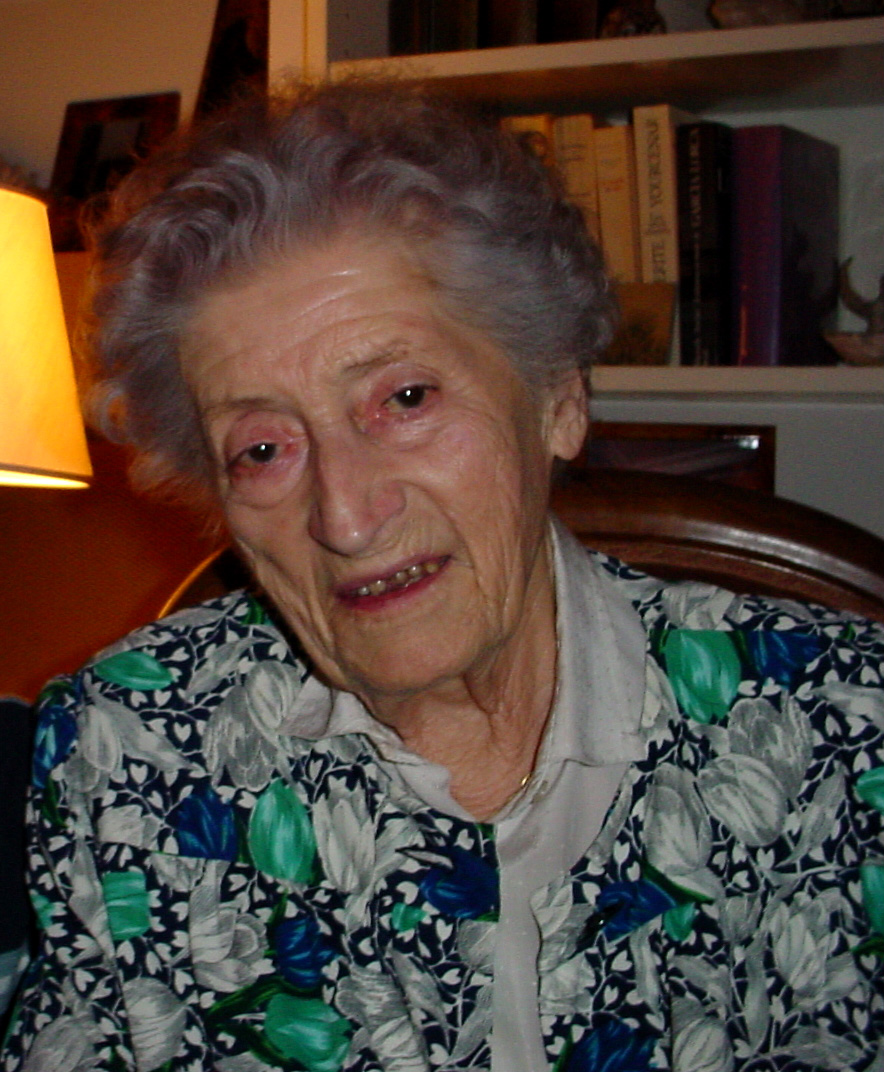
La promotion 2012-2017 porte le nom de la résistante lyonnaise Lucie Aubrac.

En 2013, le Bureau des élèves fut à l'initiative de la mise en place d'un nom de promotion. Ce projet concernait en premier lieu les élèves de première année. Deux noms furent proposés par l'association et l'administration à savoir celui d'Antoine de Saint-Exupéry et celui de Lucie Aubrac. Le 6 mars 2013, un vote fut organisé : les étudiants de première année choisirent Lucie Aubrac à plus de 65 % des voix, instituant la tradition du nom de promotion de l'IEP de Lyon.
En 2014, après la célébration du centenaire de sa naissance, Albert Camus fut choisi par la promotion 2013-2018.
- 2012-2017 : Promotion Lucie Aubrac
- 2013-2018 : Promotion Albert Camus
- 2014-2019 : Promotion Charlie
- 2015-2020 : Promotion Antoine de Saint-Exupéry
- 2016-2021 : Promotion Paul Bocuse
- 2017-2022 : Promotion Germaine Tillion
- 2018-2023 : Promotion Louise Michel
- 2019-2024 : Promotion Gisèle Halimi
- 2020-2025 : Promotion Joséphine Baker
- 2021-2026 : Promotion Mahsa Amini
- 2022-2027 : Promotion Robert Badinter
- 2023-2028 : Promotion Thomas Sankara

## Accessibilité
Campus de Lyon :
- : Arrêt Centre Berthelot - Sciences Po Lyon
- : Arrêt Quai Claude Bernard
- : Arrêt Jean-Macé
- gare SNCF de Lyon-Jean-Macé
- : Arrêt Pont Gallieni R.G.

Campus de Saint-Étienne : 
- T1 T3 Arrêt Anatole France